# Velký Ljachovský ostrov
Velký Ljachovský ostrov (rusky Большой Ляховский остров) je největším ostrovem ve skupině Ljachovských ostrovů (Novosibiřské ostrovy). Velký Ljachovský ostrov je součástí chráněné zóny Státní přírodní rezervace Ústí Leny.

## Geografie
Ostrov je od asijské pevniny oddělen na jihu průlivem Dmitrije Laptěva a od Malého Ljachovského ostrova průlivem Eterikan. Rozloha ostrova je 4 600 km2. Nejzápadnějším bodem je mys Kigiljach a nejvýchodnějším bodem je mys Šalaurova. Nejvyšším bodem je hora Emij-Tas v jižní části ostrova s výškou 311 m.
Velký Ljachovský ostrov je vidět za dobrého počasí až z mysu Severní nos. Vypadá jak velká rovná plocha s výraznými čtyřmi plochými, skalnatými žulovými vrcholy. Četné bystřiny a říčky stékající z vrcholků a zařezávající se hluboko do těchto měkkých vrstev rozdělily ostrov na mnoho menších kopců téměř bez rostlinstva. Mezi největší řeky na ostrově patří Velký Eterikan a Bludnaja (Marnotratná řeka). Za krátkého léta pokrývá povrch ostrova jílovitá, mechem porostlá tundra s roztroušenými sněhovými závějemi v hlubších stržích a dolinách ve svazích, obrácených k severu.

## Historie
Ostrov byl poprvé objeven a prozkoumán ruskými kozáky v čele s Jakovem Permjakovem a Merkurijem Vaginem v roce 1712. V roce 1760 pobřeží ostrova zmapovala výprava obchodníků Afanasije Bachova a Nikity Šalaurova. Ostrov byl pojmenován na počest Ivana Ljachova, který se zde v letech 1770–1775 zabýval sběrem mamutích klů. Mezi prvními ruskými lovci se ostrov často nazýval Blízký ostrov, protože byl nejblíže k pevnině.
V roce 2015 bylo na Velkém Ljachovském ostrově nalezeno šest mamutů, přičemž kůže jednoho z nich může být použita pro klonování mamuta v rámci projektu Mammoth Revival. V roce 2020 byl na ostrově nalezen jeskynní medvěd z doby ledové, extrémně nízké teploty, které na ostrově panují, pomohly zachovat měkkou tkáň medvěda po dobu 3460 let. Vůbec poprvé se do rukou vědců dostalo mrtvé tělo takového zvířete s měkkými tkáněmi a začátkem roku 2023 mohla být provedena jeho pitva.
Objevené pozůstatky mamutů dokazují, že v minulosti muselo být na ostrově dostatek trávy, aby se tam tato velká zvířata uživila. Ostrov v minulosti nebyl tedy tak zaledněn jak v posledních staletích.